# シドニー・タワー
シドニー・タワー（Sydney Tower）は、オーストラリア・シドニーに位置するタワー。世界大タワー連盟に加盟。南半球ではスカイタワーに次ぎ2番目の高さを持つ塔である。

## 概要
1981年、3600万豪ドルの建設費を投じ完成。2005年10月18日にオープンしたシドニー・タワー・スカイウォークは地上268mの空から絶景が楽しめる人気のアトラクションである。
2011年には運営をマーリン・エンターテイメンツに譲渡、名称をシドニー・タワー・アイに変更した。